# Hitoshi Matsushima
Hitoshi Matsushima (Hokkaido, 30 april 1980) is een voormalig Japans voetballer.

## Carrière
Hitoshi Matsushima speelde tussen 1999 en 2002 voor Shimizu S-Pulse en Ventforet Kofu.